# Del Connell
Pour les articles homonymes, voir Connell.

Del Connell est un auteur américain de bande dessinée et de storyboard né à Sixteen Mile Stand dans l'état de l'Ohio le 7 juin 1918 et mort le 12 aout 2011. Il est connu pour avoir inventé le personnage de Super Dingo en 1965.

## Prix et distinctions
- 2011 : Prix Bill Finger